# Eriophorum tolmatchevii
Eriophorum tolmatchevii är en halvgräsart som beskrevs av M.S.Novos. Eriophorum tolmatchevii ingår i släktet ängsullssläktet, och familjen halvgräs. Inga underarter finns listade i Catalogue of Life.